# Ilex goshiensis
Ilex goshiensis är en järneksväxtart som beskrevs av Bunzo Hayata. Ilex goshiensis ingår i släktet järnekar, och familjen järneksväxter. Inga underarter finns listade i Catalogue of Life.